# Hippodrome d'Enghien-Soisy
L'hippodrome d'Enghien-Soisy est un champ de courses hippiques situé à deux kilomètres de la commune d'Enghien-les-Bains sur les communes de Soisy-sous-Montmorency (à 96 %) et Eaubonne (à 4 %). Il accueille des courses de trot.

## Historique
Inauguré le 15 avril 1879, l'hippodrome d'Enghien fait partie de la série de champs de courses construits au cours de la seconde moitié du XIXe dans la petite couronne francilienne en complément des grands hippodromes parisiens (Auteuil, Longchamp, Saint-Cloud et Vincennes), aux côtés de ceux de La Marche à Marnes-la-Coquette (1851), Maisons-Laffitte (1878), Saint-Ouen (1881) et Colombes (1883).
L'hippodrome ne compte à son inauguration qu'une « simple tribune couverte d'un toit en appentis ourlé de lambrequins et soutenu par des colonnettes de fonte ». Il est acheté en 1921 par la Société sportive d'encouragement qui lui confère sa spécificité sportive avec la construction l'année suivante d'une piste en dur pour le trot. En 1934, l'architecte Jean Papet édifie deux nouvelles tribunes en remplacement de l'ancienne structure.
Pendant la Seconde Guerre mondiale, un fermier de Soisy met ses vaches sur l'hippodrome alors qu'une partie est transformée en jardins ouvriers. L'hippodrome retrouvera son programme de courses le 3 mars 1945 avec le Prix d'Amérique. Des travaux de réfection de la piste sont effectués en 1957.
L'ensemble est rénové en 1986 avec la mise en place d'un puissant éclairage permettant des courses nocturnes.
Depuis 2009, l'hippodrome est le théâtre d'un concours international de pyrotechnie géant mettant en compétition cinq pays différents.

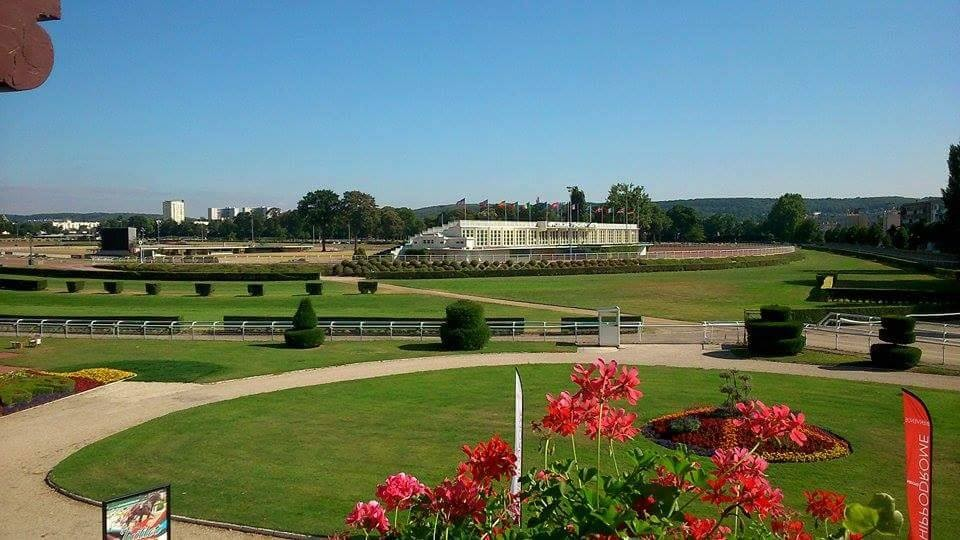
Vue sur les anciennes tribunes (octobre 2016).

## Caractéristiques techniques
L'hippodrome accueille des courses hippiques de trot sur une piste de 1 300 m en sable avec corde à gauche. La piste peut être aménagée : 1 609 m départ autostart, 2 150 m départ autostart, 2 250 m et 2 850 m, la dernière distance étant la plus usuelle à Enghien. Pour les courses d'obstacle, avant 2017, Enghien comptait onze parcours de haies (de 2 500 m à 3 800 m) et treize parcours de steeple-chase (de 3 100 m à 5 000 m).
L'hippodrome peut accueillir 20 000 spectateurs, dont 3 000 en tribune. Il leur est possible de profiter des courses depuis le restaurant disposant d'une vue panoramique.
Construit à l'origine en bordure de la voie ferrée reliant Paris à Lille en 1846, sur un terrain champêtre où se trouvait le marais du Bois-Jacques, l'hippodrome est aujourd'hui enserré dans la conurbation francilienne. Il est directement desservi par la gare du Champ de courses d'Enghien, sur le Transilien Paris-Nord.

## Courses
Enghien organise annuellement environ quarante réunions de trot, attelé ou monté, organisées par LeTrot, ce qui en fait un des hippodromes les plus importants en France après celui de Vincennes.
La course la plus importante de l'année est le Prix de l'Atlantique, une course de trot attelé de Groupe I (international) disputée sur 2 150 m au mois d'avril
L'hippodrome a accueilli le Prix d'Amérique à trois reprises, en 1945, 1946 et 1947, une épreuve de trot attelé de Groupe I. C'est sur l'hippodrome que se déroule le 22 janvier 1954 le premier « Tiercé » créé par André et Jacques Carrus.
En contrepartie de la rénovation de l'hippodrome de Longchamp et en raison d'un loyer jugé trop élevé à la société LeTrot, propriétaire, France Galop décide d'arrêter les courses d'obstacles à Enghien en 2017. Il accueillait quinze courses de galop entre début février et début décembre dont le Grand Steeple-Chase d'Enghien, de Groupe II, couru au mois d'octobre, seule course d'obstacles en France de Groupe I ou II qui ne soit pas tenue à Auteuil et la Grande Course de haies d'Enghien (Prix Léopold d'Orsetti) de Groupe III, programmée fin octobre ou début novembre.

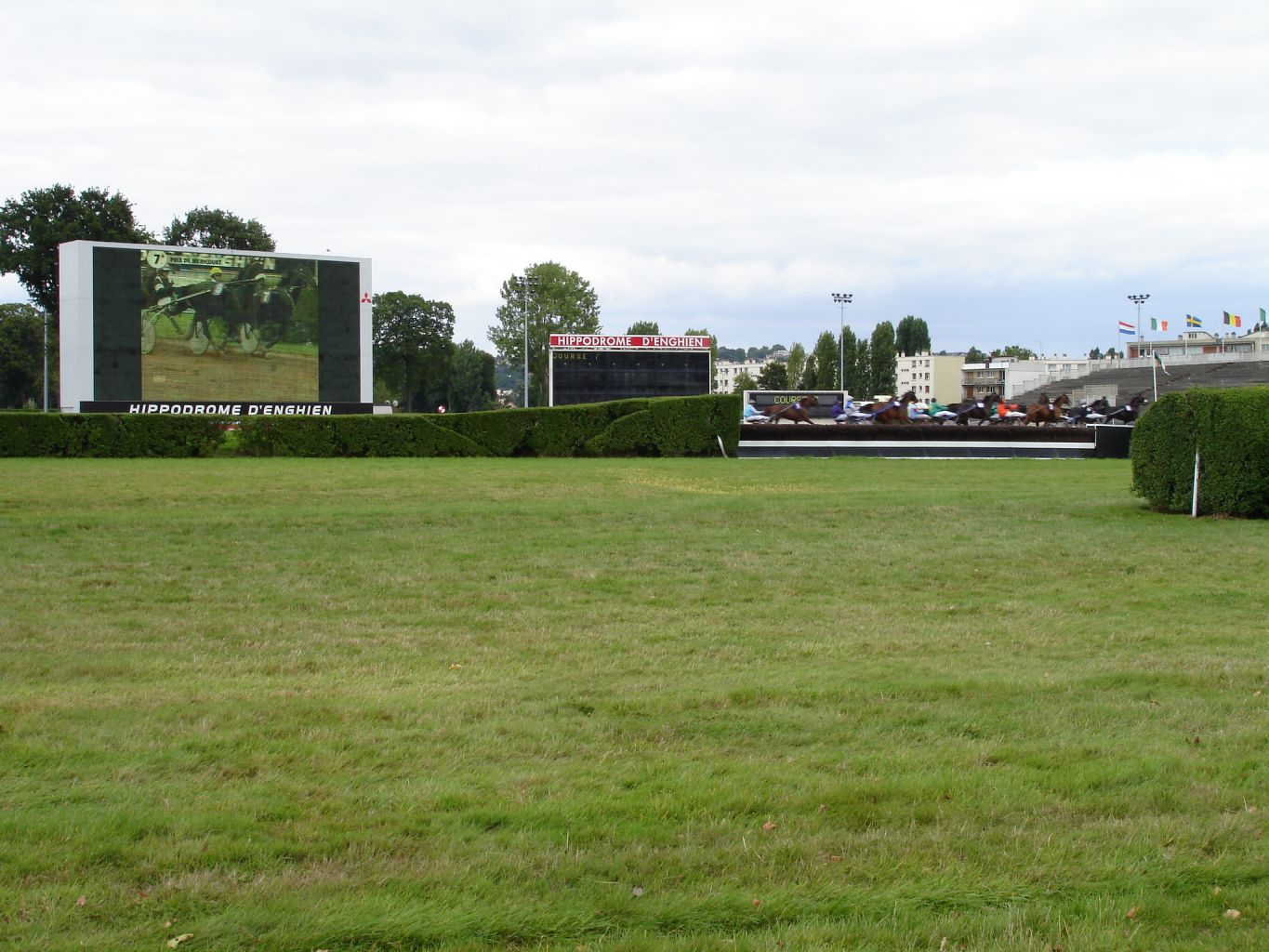
Courses à l'hippodrome d'Enghien-Soisy (août 2005)